# Maikäferbund
Der Maikäferbund war eine literarische Gruppe und existierte von Sommer 1840 bis März 1847. Gegründet wurde er in Bonn am 29. Juni 1840 von Sebastian Longard, Andreas Simons sowie dem späteren Ehepaar Johanna Kinkel (damals Johanna Mockel) und Gottfried Kinkel.

## Geschichte
Zweck des literarischen Zirkels war es, den Mitgliedern für eigene Veröffentlichungen ein Forum zu bieten und darüber hinaus einen gesellig-literarischen Rahmen zu schaffen. Am Feiertag Peter und Paul wurde jährlich ein Stiftungsfest mit einem Treffen aller Mitglieder gefeiert. Im Jahr 1848 wurde der Maikäferbund im Vorfeld der Revolution verboten.
Die wöchentliche Vereinszeitschrift Der Maikäfer: eine Zeitschrift für Nicht-Philister existierte jeweils in einem einzigen Exemplar. Diese Publikation wandelte sich von einer Sammlung scherzhafter Beiträge wie Satiren auf das Bonner Spießbürgertum hin zu einem wichtigen literarischen Organ dieser Zeit. Im Jahr 1847 gab Gottfried Kinkel zusätzlich ein Jahrbuch heraus unter dem Titel Vom Rhein. Auf eine Empfehlung des späteren Zürcher Literaturprofessors Hermann Behn-Eschenburg, der ein Studentenzimmer über der Gaststube des Plittersdorfer Lindengasthofs bezogen hatte, fanden die Treffen ab 1842 in diesem historischen Lokal statt.
Mitglieder des Maikäferbundes hatten 24 Stunden Zeit, ihren Beitrag zu verfassen. Eine beliebte Übung bei den Maikäfern war der so genannte Rattenkönig, bei der jedes Mitglied nach vorgegebenen Endreimen ein Gedicht verfassen musste.

## Berliner Filiale
Im Winter 1842/43 gründeten  Willibald Beyschlag, Albrecht Wolters und Jacob Burckhardt zusammen in Berlin eine Filial-Mau (Mau = Maikäfer).

## Vereinshymne
Im Jahr 1841 verfasste Alexander Kaufmann sein Gedicht Maikäfers Freierei, welches nur kurze Zeit später unter dem Titel Kleines Liedlein für die Maikäfer zur Vereinshymne des Maikäferbundes wurde:
Maikäferlein wollt freien gehn,
Maikäfer, flieg!
Goldkäfer sprach: „Ei, sei doch klug,
Bist ja noch lang nicht schmuck genug.“
Maikäfer flieg!
„Wie sollt ich denn noch schmucker sein?“
„Ei, wie man doch so fragen kann?
Schaff’ dir erst goldne Flügel an.“
Maikäferlein wollte freien gehn,
Hirschkäfer sprach: „Ei, sei doch klug,
Bist ja noch lang nicht schmuck genug.“
„Wie sollt ich denn noch schmucker sein?“
„So schaff’ dir doch ein Prachtgeweih,
Als ob dein Vater König sei!“
Maikäferlein wollt freien gehn,
Mistkäfer sprach: „Ei, sei doch klug,
Schaff’ erst dir guten Wohlgeruch!“
Maikäferlein flog weit und breit:
„Wo kauft man goldne Flügelein,
Wo Hirschgeweih, wo Düfte fein?“
Maikäferlein flog lang umher,
Und flog vergeblich manches Jahr
und ward nicht schöner, als es war.
Da hing es endlich trüb den Kopf
und sprach: „Ich arm Maikäferlein,
Jetzt bin ich alt und kriege kein’. –“
Die Moral:
Und was man lernt aus diesem Lied?
Maikäfer flieg!
Wer alt ist, kriegt kein Weiblein mehr,
Maikäfer flieg!

## Mitglieder
(die Maikäfer-Namen dahinter)
- Theodor Althaus
- Ernst Wilhelm Ackermann
- Hermann Behn-Eschenburg (Eschenburg)
- Franz Beyschlag (Baldrian)
- Willibald Beyschlag (Balder)
- Ludwig Braunfels
- Heinrich Brinckmann
- Jacob Burckhardt (Eminus)
- Carl Remigius Fresenius (Sefren, Fresen)
- Jacob Grimm
- Leo Hasse (Oelkäfer)
- Wilhelm Junkmann
- Alexander Kaufmann (Rosenkäfer)
- Gottfried Kinkel (Ur-Maikäfer kurz Urmau, Minister, Woltermann, Rhinozeros)
- Johanna Kinkel (Directrix bzw. Königin, Regina)
- Laurenz Lersch
- Sebastian Longard (Bastel)
- Arnold Schlönbach
- Albrecht Schöler (Timur Lenk)
- Wilhelm Seibt
- Andreas Simons (Simson)
- Karl Simrock (Redlich)
- Adolf Torstrik
- Georg Weerth
- Albrecht Wolters
- Gustav Wurm

## Ehrenmitglieder
- Nikolaus Becker
- Ferdinand Freiligrath (Wüstenkönig, Alligator)
- Christian Joseph Matzerath (Morgenröte)
- Wolfgang Müller von Königswinter (Gewitteranschieber)
- Carl Arnold Schlönbach